# Justine Lefebvre
Pour les articles homonymes, voir Lefebvre.
Justine Lefebvre est une joueuse de kayak-polo internationale française, née le 26 mai 1987 à Caen..
Elle participe en 2008 au championnat de France N1F dans l'équipe de Thury-Harcourt.

## Sélections
Sélections en équipe de France espoir
- Championnats d'Europe 2007 : Médaille d'argent [3]

Sélections en équipe de France senior
- Championnats du monde 2008 : Médaille de bronze[4]
- Jeux mondiaux de 2009 : Médaille de bronze